# Nô Pintcha
Clube Desportivo Nô Pintcha is een Kaapverdische voetbalclub. De club speelt in de Brava Island League, waarvan de kampioen deelneemt aan het Kaapverdisch voetbalkampioenschap, de eindronde om de landstitel.

## Erelijst
Eilandskampioen
1994, 1995, 1996, 1997, 1998, 1999, 2000, 2001, 2003, 2004, 2006